# Kálmán Tisza
Kálmán Tisza de Borosjenő (Geszt, 16 dicembre 1830 – Budapest, 23 marzo 1902) è stato un politico ungherese, primo ministro dell'Ungheria e protagonista del consolidamento del governo magiaro, della fondazione del nuovo partito liberale e di importanti riforme economiche.
All'età di 18 anni Tisza fu testimone di grandi trasformazioni nella vita politica dell'Ungheria, che si trasformò da sistema di tipo feudale ad un governo costituzionale moderno, con la creazione di un Parlamento bicamerale. Venne anche esteso il suffragio, fino a comprendere il 6,5% della popolazione. Nonostante queste riforme anche l'Ungheria, come il resto dell'Europa, venne attraversata nel 1848 da moti rivoluzionari di stampo nazionalista volto a cacciare gli Asburgo e ad ottenere l'indipendenza.

La repressione della rivolta portò alla revoca delle riforme e alla creazione di un'amministrazione militare presieduta da Haynau. Tra il 1859 ed il 1860, considerato il supporto degli ungheresi alla causa nazionale italiana, il governo di Vienna decise di tentare una nuova riforma costituzionale in Ungheria. In seguito a lunghi negoziati tra Tisza e l'imperatore Francesco Giuseppe I si arrivò al compromesso del 1867 e al cosiddetto Ausgleich che portò all'integrità costituzionale dell'Ungheria.
Il governo di Tisza fu il sesto governo dell'Ungheria dopo l'Ausgleich e fu quello di più lunga durata, rimase infatti in carica dall'autunno del 1875 alla primavera del 1890. Da primo ministro egli ebbe il pugno di ferro; sotto la sua direzione fu riformato il sistema istituzionale e giuridico, con la riforma del codice penale e civile, riformato il corpo della gendarmeria. In quel periodo si avviano grandi opere che caratterizzano l'Ungheria dell'era del dualismo, come regolazioni di fiumi (per esempio Porte di ferro), costruzioni di ferrovie, la ricostruzione totale della città di Seghedino dopo l'inondazione che la distrusse nel 1879, la costruzione del Teatro dell'Opera di Stato ungherese, e il progetto del Parlamento di Budapest.
Alla sua ombra crebbero innumerevoli politici, come Gábor Baross il futuro "ministro di ferro" della ferrovia, e quattro futuri primi ministri, come Gyula Szapáry, Sándor Wekerle, Kálmán Széll e Géza Fejérváry.
Alla fine del 1889 fu promulgata la legge di cittadinanza, secondo cui gli ungheresi che avevano vissuto ininterrottamente per dieci anni all'estero senza chiedere il permesso di espatrio, perdevano il loro diritto alla cittadinanza ungherese: questa legge colpì anche Luigi Kossuth.
Perseguì una politica di magiarizzazione, volta a eliminare le altre nazionalità del Regno d'Ungheria dalla vita politica e dalla pubblica amministrazione.

## L'abolizione della Matica slovenská
Il 6 aprile 1875 come ministro ungherese degli interni Kálmán Tisza abolì la Matica slovenská per decreto e ne confiscò le proprietà (derivanti esclusivamente da donazioni) incamerandole nel patrimonio dello Stato. Le motivazioni ufficiali addotte erano che la Matica fosse "contro il governo" e "antipatriottica" – dichiarazioni per cui non vi era la benché minima prova. Le proprietà confiscate andarono a rinforzare il processo di magiarizzazione (ad esempio mediante la fondazione dell'organizzazione magiara FMKE). Interpellato da un membro serbo della dieta (nella dieta non c'erano allora deputati slovacchi) che gli chiese perché le proprietà della Matica non fossero restituite agli slovacchi, Kálmán Tisza rispose che non conosceva una nazione slovacca.